# Izrael a 2016. évi nyári olimpiai játékokon
Izrael a brazíliai Rio de Janeiróban megrendezett 2016. évi nyári olimpiai játékok egyik részt vevő nemzete volt. Az országot az olimpián 15 sportágban 47 sportoló képviselte, akik összesen 2 érmet szereztek.

## Érmesek
| Érem  | Versenyző    | Sportág   | Versenyszám     |
| ----- | ------------ | --------- | --------------- |
| Bronz | Or Sasson    | Cselgáncs | Férfi nehézsúly |
| Bronz | Yarden Gerbi | Cselgáncs | Női váltósúly   |

## Atlétika
Férfi
| Versenyző      | Versenyszám | Előfutam | Előfutam | Előfutam | Elődöntő | Elődöntő | Elődöntő | Döntő   | Döntő    |
| Versenyző      | Versenyszám | Idő      | Hely.    | Össz.    | Idő      | Hely.    | Össz.    | Idő     | Helyezés |
| -------------- | ----------- | -------- | -------- | -------- | -------- | -------- | -------- | ------- | -------- |
| Donald Sanford | 400 m       | 46,06    | 5.       | 33.      | kiesett  | kiesett  | kiesett  | kiesett | kiesett  |
| Ageze Guadie   | Maraton     |          |          |          |          |          |          | 2:30:45 | 122.     |
| Tasama Moogas  | Maraton     |          |          |          |          |          |          | 2:30:30 | 121.     |
| Marhu Teferi   | Maraton     |          |          |          |          |          |          | 2:21:06 | 74.      |

| Versenyző      | Versenyszám | Selejtező | Selejtező | Döntő    | Döntő    |
| Versenyző      | Versenyszám | Eredmény  | Helyezés  | Eredmény | Helyezés |
| -------------- | ----------- | --------- | --------- | -------- | -------- |
| Dmitry Kroyter | Magasugrás  | 217 cm    | 41.*      | kiesett  | kiesett  |

Női
| Versenyző     | Versenyszám | Döntő         | Döntő         |
| Versenyző     | Versenyszám | Idő           | Helyezés      |
| ------------- | ----------- | ------------- | ------------- |
| Lonah Chemtai | Maraton     | nem ért célba | nem ért célba |
| Maor Tiyouri  | Maraton     | 2:47:27       | 90.           |

| Versenyző      | Versenyszám | Selejtező | Selejtező | Döntő    | Döntő    |
| Versenyző      | Versenyszám | Eredmény  | Helyezés  | Eredmény | Helyezés |
| -------------- | ----------- | --------- | --------- | -------- | -------- |
| Hanna Knyazeva | Hármasugrás | 14,20 m   | 8.        | 14,68 m  | 5.       |

* - egy másik versenyzővel azonos eredményt ért el

## Birkózás

### Női
Szabadfogású
| Versenyző     | Versenyszám | Selejtező         | Nyolcaddöntő               | Negyeddöntő       | Elődöntő          | Vigaszág első kör | Vigaszág elődöntő | Bronz- mérkőzés   | Döntő             | Helyezés |
| Versenyző     | Versenyszám | Ellenfél Eredmény | Ellenfél Eredmény          | Ellenfél Eredmény | Ellenfél Eredmény | Ellenfél Eredmény | Ellenfél Eredmény | Ellenfél Eredmény | Ellenfél Eredmény | Helyezés |
| ------------- | ----------- | ----------------- | -------------------------- | ----------------- | ----------------- | ----------------- | ----------------- | ----------------- | ----------------- | -------- |
| Ilana Kratysh | 69 kg       | erőnyerő          | Gilda Oliveira (BRA) · 2–6 | kiesett           | kiesett           | kiesett           | kiesett           | kiesett           | kiesett           | 13.      |

## Cselgáncs
Férfi
| Versenyző     | Versenyszám | Selejtező         | 32-es főtábla                          | Nyolcaddöntő                          | Negyeddöntő                              | Elődöntő                            | Vigaszág elődöntő | Bronz- mérkőzés                             | Döntő             | Helyezés |
| Versenyző     | Versenyszám | Ellenfél Eredmény | Ellenfél Eredmény                      | Ellenfél Eredmény                     | Ellenfél Eredmény                        | Ellenfél Eredmény                   | Ellenfél Eredmény | Ellenfél Eredmény                           | Ellenfél Eredmény | Helyezés |
| ------------- | ----------- | ----------------- | -------------------------------------- | ------------------------------------- | ---------------------------------------- | ----------------------------------- | ----------------- | ------------------------------------------- | ----------------- | -------- |
| Golan Pollack | Harmatsúly  | erőnyerő          | Mathews Punza (ZAM) · 000(0)–100(0)    | kiesett                               | kiesett                                  | kiesett                             |                   |                                             |                   | 17.      |
| Sagi Muki     | Könnyűsúly  | erőnyerő          | Rok Drakšič (SLO) · 100(2)-000(0)      | Igor Wandtke (GER) · 010(3)-000(2)    | Nicholas Delpopolo (USA) · 100(1)-000(0) | Rüstəm Orucov (AZE) · 000(3)–001(3) |                   | Lasha Shavdatuashvili (GEO) · 000(2)–100(0) |                   | 5.       |
| Or Sasson     | Nehézsúly   |                   | Iszlám es-Sehábi (EGY) · 100(1)-000(0) | Maciej Sarnacki (POL) · 010(1)-000(1) | Roy Meyer (NED) · 010(1)-000(0)          | Teddy Riner (FRA) · 000(1)–010(1)   |                   | Alex García (CUB) · 000(1)-000(2)           |                   |          |

Női
| Versenyző     | Versenyszám | Selejtező                             | Nyolcaddöntő                                        | Negyeddöntő                         | Elődöntő          | Vigaszág elődöntő                    | Bronz- mérkőzés                    | Döntő             | Helyezés |
| Versenyző     | Versenyszám | Ellenfél Eredmény                     | Ellenfél Eredmény                                   | Ellenfél Eredmény                   | Ellenfél Eredmény | Ellenfél Eredmény                    | Ellenfél Eredmény                  | Ellenfél Eredmény | Helyezés |
| ------------- | ----------- | ------------------------------------- | --------------------------------------------------- | ----------------------------------- | ----------------- | ------------------------------------ | ---------------------------------- | ----------------- | -------- |
| Shira Rishony | Légsúly     | Maryna Cherniak (UKR) · 000(0)–100(1) | kiesett                                             | kiesett                             | kiesett           |                                      |                                    |                   | 17.      |
| Gili Cohen    | Harmatsúly  | erőnyerő                              | Christianne Legentil (MRI) · 000(0)–001(2)          | kiesett                             | kiesett           |                                      |                                    |                   | 9.       |
| Yarden Gerbi  | Váltósúly   | erőnyerő                              | Maricet Espinosa (CUB) · 100(0)-001(0)              | Mariana Silva (BRA) · 000(0)–001(0) |                   | Yang Junxia (CHN) · 010(2)-000(0)    | Miku Tashiro (JPN) · 011(3)-000(0) |                   |          |
| Linda Bolder  | Középsúly   | Yolande Mabika (ROT) · 110(0)-000(0)  | Kim Szongjon (Kim Seong-yeon) (KOR) · 010(1)-000(1) | Sally Conway (GBR) · 000(1)–100(0)  |                   | María Bernabéu (ESP) · 000(1)–000(0) | kiesett                            |                   | 7.       |

## Golf
| Versenyző     | Versenyszám | 1. forduló | 1. forduló | 2. forduló | 2. forduló | 3. forduló | 3. forduló | 4. forduló | 4. forduló | Összesen | Összesen | Összesen |
| Versenyző     | Versenyszám | Pont       | Par        | Pont       | Par        | Pont       | Par        | Pont       | Par        | Pontszám | Par      | Helyezés |
| ------------- | ----------- | ---------- | ---------- | ---------- | ---------- | ---------- | ---------- | ---------- | ---------- | -------- | -------- | -------- |
| Laetitia Beck | Női egyéni  | 75         | +4         | 70         | −1         | 71         | 0          | 70         | −1         | 286      | +2       | 31.      |

## Kerékpározás

### Hegyi-kerékpározás
| Versenyző    | Versenyszám        | Idő     | Helyezés |
| ------------ | ------------------ | ------- | -------- |
| Shlomi Haimy | Férfi terepverseny | 1:43:30 | 29.      |

### Országúti kerékpározás
Női
| Versenyző   | Versenyszám   | Idő              | Helyezés |
| ----------- | ------------- | ---------------- | -------- |
| Shani Bloch | Mezőnyverseny | 4:02:59 (+11:32) | 48.      |

## Sportlövészet
Férfi
| Versenyző      | Versenyszám       | Selejtező | Selejtező | Döntő   | Döntő    |
| Versenyző      | Versenyszám       | Pont      | Helyezés  | Pont    | Helyezés |
| -------------- | ----------------- | --------- | --------- | ------- | -------- |
| Sergey Richter | Légpuska          | 623,8     | 14.       | kiesett | kiesett  |
| Sergey Richter | Sportpuska, fekvő | 622,6     | 15.       | kiesett | kiesett  |

## Súlyemelés
Férfi
| Versenyző         | Versenyszám | Szakítás | Szakítás | Lökés    | Lökés    | Összesen | Helyezés |
| Versenyző         | Versenyszám | Eredmény | Helyezés | Eredmény | Helyezés | Összesen | Helyezés |
| ----------------- | ----------- | -------- | -------- | -------- | -------- | -------- | -------- |
| Igor Olshanetskyi | +105 kg     | 165      | 22.      | 207      | 17.      | 372      | 17.      |

## Szinkronúszás
| Versenyző                              | Versenyszám | Technikai gyakorlat | Technikai gyakorlat | Selejtező        | Selejtező        | Selejtező  | Selejtező  | Döntő            | Döntő            | Döntő      | Döntő      | Helyezés |
| Versenyző                              | Versenyszám | Technikai gyakorlat | Technikai gyakorlat | Szabad gyakorlat | Szabad gyakorlat | Összesítés | Összesítés | Szabad gyakorlat | Szabad gyakorlat | Összesítés | Összesítés | Helyezés |
| Versenyző                              | Versenyszám | Pont                | Hely.               | Pont             | Hely.            | Pont       | Hely.      | Pont             | Hely.            | Pont       | Hely.      | Helyezés |
| -------------------------------------- | ----------- | ------------------- | ------------------- | ---------------- | ---------------- | ---------- | ---------- | ---------------- | ---------------- | ---------- | ---------- | -------- |
| Anastasia Gloushkov Ievgenia Tetelbaum | Páros       | 79,4488             | 20.                 | 78,9000          | 21.              | 158,3488   | 20.        | kiesett          | kiesett          | kiesett    | kiesett    | 20.      |

## Taekwondo
Férfi
| Versenyző | Versenyszám | Nyolcaddöntő                   | Negyeddöntő       | Elődöntő          | Vigaszág elődöntő | Bronz- mérkőzés   | Döntő             | Helyezés |
| Versenyző | Versenyszám | Ellenfél Eredmény              | Ellenfél Eredmény | Ellenfél Eredmény | Ellenfél Eredmény | Ellenfél Eredmény | Ellenfél Eredmény | Helyezés |
| --------- | ----------- | ------------------------------ | ----------------- | ----------------- | ----------------- | ----------------- | ----------------- | -------- |
| Ron Atias | Légsúly     | Venilton Teixeira (BRA) · 2-16 | kiesett           | kiesett           |                   |                   |                   | 11.      |

## Tenisz
Férfi
| Versenyző  | Versenyszám | 64-es főtábla                  | 32-es főtábla                 | Nyolcaddöntő      | Negyeddöntő       | Elődöntő          | Bronz- mérkőzés   | Döntő             | Helyezés |
| Versenyző  | Versenyszám | Ellenfél Eredmény              | Ellenfél Eredmény             | Ellenfél Eredmény | Ellenfél Eredmény | Ellenfél Eredmény | Ellenfél Eredmény | Ellenfél Eredmény | Helyezés |
| ---------- | ----------- | ------------------------------ | ----------------------------- | ----------------- | ----------------- | ----------------- | ----------------- | ----------------- | -------- |
| Dúdí Szela | Egyes       | Damir Džumhur (BIH) · 6-4, 6-4 | David Goffin (BEL) · 3-6, 3-6 | kiesett           | kiesett           | kiesett           | kiesett           | kiesett           | 17.      |

## Tollaslabda
| Versenyző       | Versenyszám | Csoportkör                                                                      | Csoportkör | Nyolcaddöntő      | Negyeddöntő       | Elődöntő          | Bronz- mérkőzés   | Döntő             | Helyezés |
| Versenyző       | Versenyszám | Ellenfél Eredmény                                                               | Hely.      | Ellenfél Eredmény | Ellenfél Eredmény | Ellenfél Eredmény | Ellenfél Eredmény | Ellenfél Eredmény | Helyezés |
| --------------- | ----------- | ------------------------------------------------------------------------------- | ---------- | ----------------- | ----------------- | ----------------- | ----------------- | ----------------- | -------- |
| Misha Zilberman | Férfi egyes | C csoport · Chou Tien-Chen (TPE) · 9–21, 11–21 · Yuhan Tan (BEL) · 22-20, 21-12 | 2.         | kiesett           | kiesett           | kiesett           | kiesett           | kiesett           | 14.      |

## Torna
Férfi
| Versenyző          | Versenyszám | Selejtező | Selejtező | Döntő    | Döntő    |
| Versenyző          | Versenyszám | Pontszám  | Helyezés  | Pontszám | Helyezés |
| ------------------ | ----------- | --------- | --------- | -------- | -------- |
| Aleksandr Shatilov | Talaj       | 13,500    | 58.       | kiesett  | kiesett  |
| Aleksandr Shatilov | Nyújtó      | 14,066    | 44.       | kiesett  | kiesett  |

### Ritmikus gimnasztika
| Versenyző   | Versenyszám | Selejtező | Selejtező | Selejtező | Selejtező | Selejtező | Selejtező | Selejtező | Selejtező | Selejtező | Selejtező | Döntő   | Döntő   | Döntő   | Döntő   | Döntő    | Döntő    | Döntő   | Döntő   | Döntő    | Döntő    | Helyezés |
| Versenyző   | Versenyszám | Karika    | Karika    | Labda     | Labda     | Buzogány  | Buzogány  | Szalag    | Szalag    | Összesen  | Összesen  | Karika  | Karika  | Labda   | Labda   | Buzogány | Buzogány | Szalag  | Szalag  | Összesen | Összesen | Helyezés |
| Versenyző   | Versenyszám | Pont      | Hely.     | Pont      | Hely.     | Pont      | Hely.     | Pont      | Hely.     | Pont      | Hely.     | Pont    | Hely.   | Pont    | Hely.   | Pont     | Hely.    | Pont    | Hely.   | Pont     | Hely.    | Helyezés |
| ----------- | ----------- | --------- | --------- | --------- | --------- | --------- | --------- | --------- | --------- | --------- | --------- | ------- | ------- | ------- | ------- | -------- | -------- | ------- | ------- | -------- | -------- | -------- |
| Neta Rivkin | Egyéni      | 17,041    | 18.       | 17,866    | 5.        | 17,533    | 10.       | 16,783    | 18.       | 69,223    | 13.       | kiesett | kiesett | kiesett | kiesett | kiesett  | kiesett  | kiesett | kiesett | kiesett  | kiesett  | 13.      |

| Versenyző                                                                | Versenyszám | Selejtező | Selejtező | Selejtező              | Selejtező              | Selejtező | Selejtező | Döntő    | Döntő    | Döntő                  | Döntő                  | Döntő    | Döntő    | Helyezés |
| Versenyző                                                                | Versenyszám | 5 szalag  | 5 szalag  | 3 buzogány és 2 karika | 3 buzogány és 2 karika | Összesen  | Összesen  | 5 szalag | 5 szalag | 3 buzogány és 2 karika | 3 buzogány és 2 karika | Összesen | Összesen | Helyezés |
| Versenyző                                                                | Versenyszám | Pont      | Hely.     | Pont                   | Hely.                  | Pont      | Hely.     | Pont     | Hely.    | Pont                   | Hely.                  | Pont     | Hely.    | Helyezés |
| ------------------------------------------------------------------------ | ----------- | --------- | --------- | ---------------------- | ---------------------- | --------- | --------- | -------- | -------- | ---------------------- | ---------------------- | -------- | -------- | -------- |
| Yuval Filo Alona Koshevatskiy Ekaterina Levina Karina Lykhvar Ida Mayrin | Csapat      | 17,250    | 7.        | 17,633                 | 5.                     | 34,883    | 6.        | 17,166   | 6.       | 17,383                 | 8.                     | 34,549   | 6.       | 6.       |

## Triatlon
| Versenyző  | Versenyszám | 1,5 km úszás | Depózás 1 | 40 km kerékpározás | Depózás 2 | 10 km futás | Összesítés | Összesítés |
| Versenyző  | Versenyszám | Idő          | Idő       | Idő                | Idő       | Idő         | Idő        | Helyezés   |
| ---------- | ----------- | ------------ | --------- | ------------------ | --------- | ----------- | ---------- | ---------- |
| Ron Darmon | Férfi       | 18:06        | 0:47      | 55:48              | 0:39      | 33:21       | 1:48:41    | 26.        |

## Úszás
Férfi
| Versenyző       | Versenyszám    | Előfutam | Előfutam | Előfutam | Elődöntő | Elődöntő | Elődöntő | Döntő   | Döntő    |
| Versenyző       | Versenyszám    | Idő      | Hely.    | Össz.    | Idő      | Hely.    | Össz.    | Idő     | Helyezés |
| --------------- | -------------- | -------- | -------- | -------- | -------- | -------- | -------- | ------- | -------- |
| Ziv Kalontarov  | 50 m gyors     | 25,80    | 8.       | 41.*     | kiesett  | kiesett  | kiesett  | kiesett | kiesett  |
| Ziv Kalontarov  | 100 m gyors    | 50,65    | 5.       | 45.*     | kiesett  | kiesett  | kiesett  | kiesett | kiesett  |
| Yakov Toumarkin | 100 m hát      | 54,66    | 7.       | 27.      | kiesett  | kiesett  | kiesett  | kiesett | kiesett  |
| Yakov Toumarkin | 200 m hát      | 1:57,58  | 5.       | 16.      | 1:58,63  | 7.       | 15.      | kiesett | kiesett  |
| Gal Nevo        | 200 m pillangó | 1:58,64  | 3.       | 26.      | kiesett  | kiesett  | kiesett  | kiesett | kiesett  |
| Gal Nevo        | 200 m vegyes   | 1:59,80  | 6.       | 17.      | kiesett  | kiesett  | kiesett  | kiesett | kiesett  |
| Gal Nevo        | 400 m vegyes   | 4:18,29  | 6.       | 19.      |          |          |          | kiesett | kiesett  |

Női
| Versenyző                                        | Versenyszám     | Előfutam | Előfutam | Előfutam | Elődöntő | Elődöntő | Elődöntő | Döntő   | Döntő    |
| Versenyző                                        | Versenyszám     | Idő      | Hely.    | Össz.    | Idő      | Hely.    | Össz.    | Idő     | Helyezés |
| ------------------------------------------------ | --------------- | -------- | -------- | -------- | -------- | -------- | -------- | ------- | -------- |
| Zohar Shikler                                    | 50 m gyors      | 25,38    | 3.       | 33.      | kiesett  | kiesett  | kiesett  | kiesett | kiesett  |
| Andi Murez                                       | 50 m gyors      | 25,41    | 6.       | 35.      | kiesett  | kiesett  | kiesett  | kiesett | kiesett  |
| Andi Murez                                       | 100 m gyors     | 55,47    | 7.       | 30.      | kiesett  | kiesett  | kiesett  | kiesett | kiesett  |
| Amit Ivry                                        | 100 m mell      | 1:09,42  | 6.       | 30.      | kiesett  | kiesett  | kiesett  | kiesett | kiesett  |
| Amit Ivry                                        | 200 m mell      | 2:31,49  | 5.       | 28.      | kiesett  | kiesett  | kiesett  | kiesett | kiesett  |
| Amit Ivry                                        | 100 m pillangó  | 59,42    | 1.       | 26.      | kiesett  | kiesett  | kiesett  | kiesett | kiesett  |
| Keren Siebner Zohar Shikler Amit Ivry Andi Murez | 4 × 100 m gyors | 3:41,97  | 8.       | 16.      |          |          |          | kiesett | kiesett  |

* - egy másik versenyzővel azonos időt ért el

## Vitorlázás
Férfi
| Versenyző                 | Versenyszám     | Futam | Futam | Futam | Futam | Futam | Futam | Futam | Futam | Futam | Futam | Futam | Futam | Futam   | Pontszám | Helyezés |
| Versenyző                 | Versenyszám     | 1     | 2     | 3     | 4     | 5     | 6     | 7     | 8     | 9     | 10    | 11    | 12    | É       | Pontszám | Helyezés |
| ------------------------- | --------------- | ----- | ----- | ----- | ----- | ----- | ----- | ----- | ----- | ----- | ----- | ----- | ----- | ------- | -------- | -------- |
| Sahar Zubari              | Szörfvitorlázás | 9     | 17    | 20    | 22    | (37)  | 18    | 19    | 6     | 7     | 17    | 21    | 4     | kiesett | 160      | 17.      |
| Dan Froyliche Eyal Levine | 470-es osztály  | 7     | 15    | 17    | 21    | 21    | 20    | 16    | 19    | (22)  | 16    |       |       | kiesett | 152      | 21.      |

Női
| Versenyző           | Versenyszám     | Futam | Futam | Futam | Futam | Futam | Futam | Futam | Futam | Futam | Futam | Futam | Futam | Futam   | Pontszám | Helyezés |
| Versenyző           | Versenyszám     | 1     | 2     | 3     | 4     | 5     | 6     | 7     | 8     | 9     | 10    | 11    | 12    | É       | Pontszám | Helyezés |
| ------------------- | --------------- | ----- | ----- | ----- | ----- | ----- | ----- | ----- | ----- | ----- | ----- | ----- | ----- | ------- | -------- | -------- |
| Maajan Davidovich   | Szörfvitorlázás | 5     | 6     | 6     | 11    | 4     | 3     | 2     | (15)  | 14    | 5     | 2     | 2     | 18      | 78       | 7.       |
| Nina Amir Gil Cohen | 470-es osztály  | (21)  | 9     | 19    | 15    | 17    | 17    | 15    | 5     | 10    | 13    |       |       | kiesett | 120      | 17.      |